# Michel Reneauld

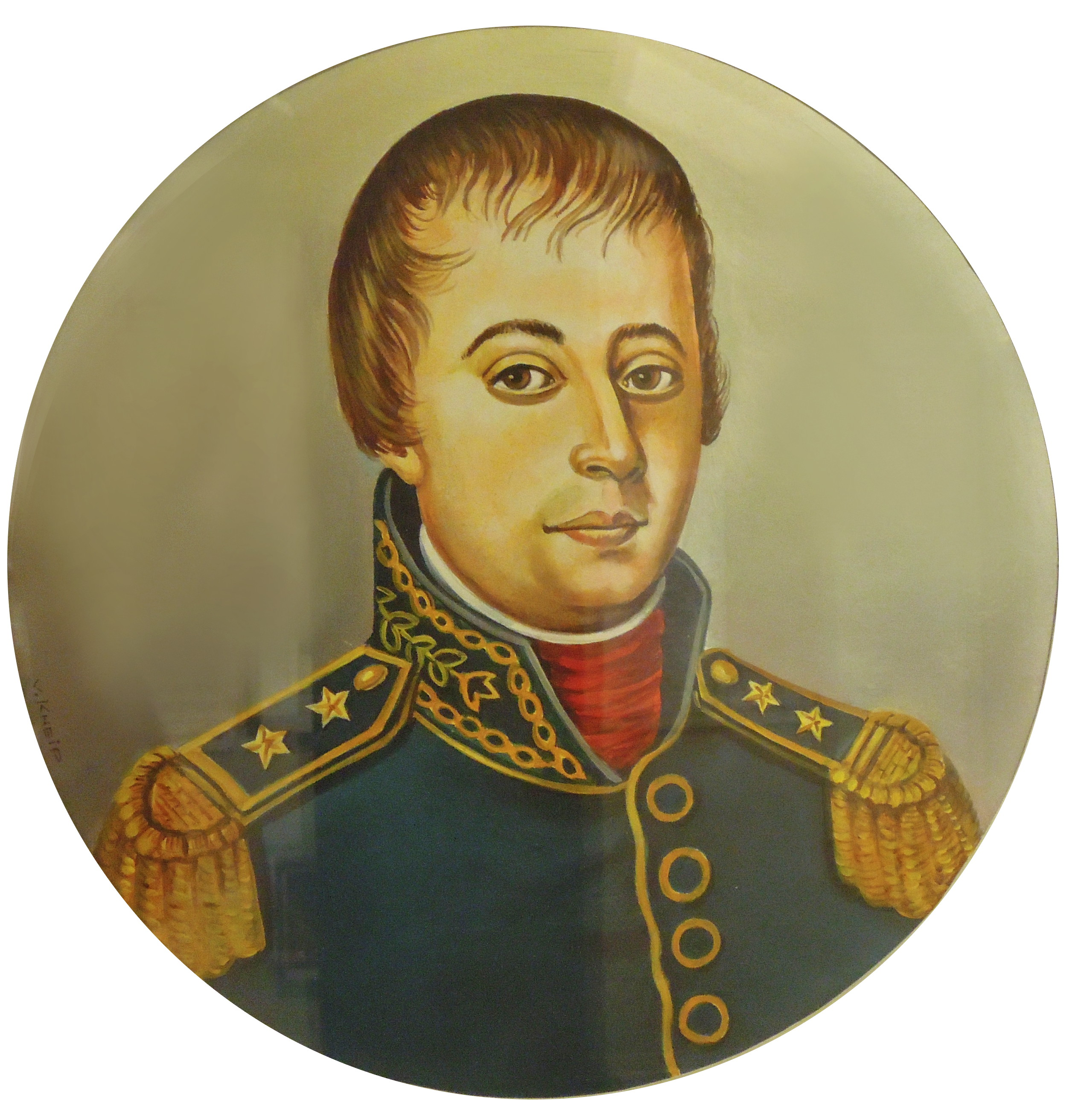
Michel Renauld

Michel Reneauld (* 5. Juni 1760 in Sarrelouis, Frankreich; † 2. September 1826 in Saarlouis, nunmehr Rheinprovinz, Preußen) war ein Général de division unter Napoleon, dann Maire (Bürgermeister) von Sarrelouis. Nach Anfall an Preußen und Umbenennung in Saarlouis bekleidete er bis zu seinem Tode das Amt des Oberbürgermeisters.

## Leben

### Kindheit
Michel wurde als Sohn des Jean Renauld und der Madeleine Kreutzer geboren. Seine Schulpflicht absolvierte er im örtlichen Augustinerkolleg.

### Militärische Laufbahn
Im Jahre 1781 trat er im Alter von 21 Jahren in das Régiment de Nassau der Infanterie ein. Dort war er Angehöriger der linksrheinischen Armee unter den Generälen Ney, Moreau und Kléber. 1784 erwarb er den Rang eines Adjudant-sous-officier, 1785 wurde er zum Sous-lieutenant und 1792 zum Hauptmann befördert, wurde er 1793 Adjutant des Generals Schauenburg und wurde 1794 selbst zu diesem Rang befördert. In den Mainzer Linien (1794–1795) stand er mit 8.200 Mann bei Gonsenheim zur Belagerung der Festung Mainz. 1796 ehelichte er Marie Françoise Guth aus Saint-Avold. 1814 wurden ihm der Lilienorden und das Kreuz der Ehrenlegion verliehen.

### Bürgermeister
Als nach der Schlacht bei Waterloo 1815 die französische Festung Mainz preußisch wurde, trat er in preußischen Staatsdienst. Minister Simon ernannte ihn zum Oberbürgermeister der Stadt Saarlouis. Seine Amtsführung war von Bekämpfung der Armut und der Schulden der Stadt geprägt. Im Jahr 1820 erhielt er vom preußischen König Friedrich Wilhelm III. den Roten Adlerorden 3. Klasse.

## Tod und Nachwirkung

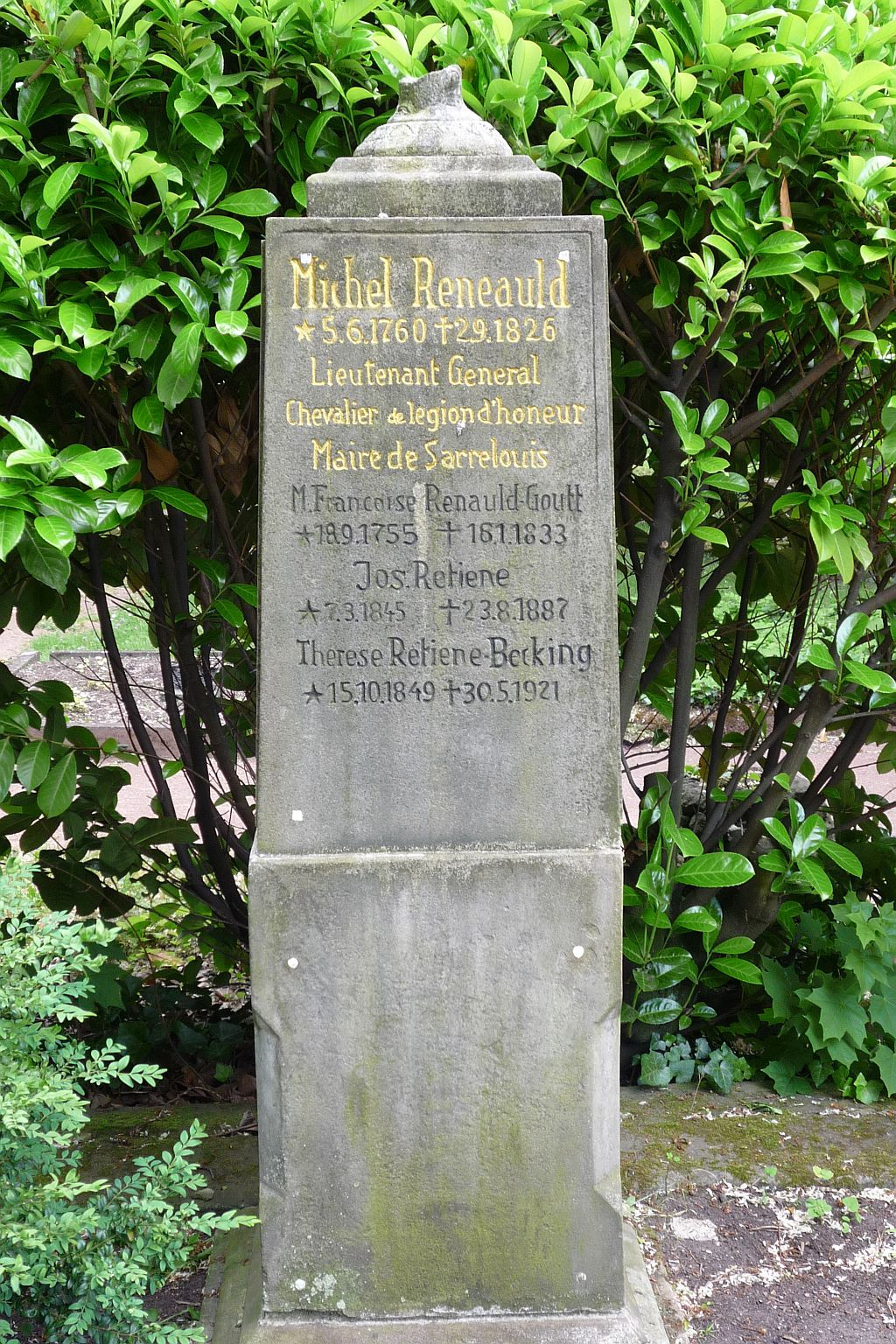
Grab von Michel Reneauld in Saarlouis

Renauld verstarb während seiner Amtszeit am 2. September 1826 in Saarlouis. Sein Grab befindet sich auf dem Alten Friedhof der Stadt.
In Saarlouis ist nach ihm eine Straße benannt. Teile seines Nachlasses wurden im Jahre 2007 in Berlin entdeckt.